# Tannenbaum Ábrahám
Tannenbaum Ábrahám, rabbi. 1780 és 1815 között Sopronkeresztúron működött, majd Szikszón. Nagymartonban is megfordult és itt a Saáre Tóró című munka szerzőjével kiadta Alfázi középkori zsidó hittudós responsumait.